# Enskede gård (metropolitana di Stoccolma)
Enskede gård è una stazione della metropolitana di Stoccolma.
Geograficamente è situata presso l'omonimo quartiere, a sua volta incluso all'interno della circoscrizione di Enskede-Årsta-Vantör. La fermata è inoltre posizionata sul percorso della linea verde T19 della rete metroviaria locale tra le stazioni Globen e Sockenplan.
La sua apertura ufficiale risale al 9 settembre 1951, proprio come per tutte le altre stazioni comprese nella sezione fra Gullmarsplan e Stureby. Tuttavia già dall'ottobre 1930 era attiva la Örbybanan, una linea di trasporti tranviari.
La piattaforma è collocata in superficie, parallela ai viali Odelbergsvägen e Palmfeltsvägen. Proprio sulla Palmfeltsvägen è ubicato l'unico ingresso presente.
Il suo utilizzo medio quotidiano durante un normale giorno feriale è pari a 1.700 persone circa.

## Tempi di percorrenza
| Linea | Capolinea       | Tempo  | Stazione                                                  | Tempo                                  |
| T19   | Hagsätra        | 12 min | Gullmarsplan Slussen Gamla stan T-Centralen Alvik Åkeshov | 4 min 8 min 9 min 12 min 25 min 32 min |
| T19   | Hässelby strand | 44 min | Gullmarsplan Slussen Gamla stan T-Centralen Alvik Åkeshov | 4 min 8 min 9 min 12 min 25 min 32 min |